# راه طولانی به سوی آزادی
راه طولانی به سوی آزادی (به انگلیسی: Long Walk to Freedom) عنوان خودزندگی‌نامه نلسون ماندلا می‌باشد. زمانی که ماندلا در جزیره روبن در آفریقای جنوبی زندانی بود این زندگی‌نامه را نوشت. این کتاب یکی از پرفروش‌ترین کتاب‌های جهان شد و تاکنون بر اساس این کتاب چند فیلم ساخته شده‌است. فیلم «ماندلا: راهی طولانی به سوی آزادی» در کاخ سفید به نمایش گذاشته شد و مورد استقبال رئیس‌جمهور آمریکا، باراک اوباما قرار گرفت.
در کتاب راه طولانی به سوی آزادی خاطرات جالب نلسون ماندلا به همراه بیوگرافی و زندگی‌نامه وی به صورت روایتی داستان‌گونه بیان شده‌است.

## بخش‌های کتاب

### بخش اول
در بخش اول از زندگی‌نامه، ماندلا تربیت خود را به عنوان یک کودک و نوجوان در آفریقای جنوبی، و نحوه ارتباط با سلسله پادشاهی تمبو تشریح می‌کند. نام دوران کودکی او رولیهلاهلا بود. در ترجمه آزاد این نام به فردی گفته می‌شود که شاخه یک درخت را می‌کشد یا «کشیدن شاخه‌ای از یک درخت»، یا با حسن تعبیر «دردسرساز» ترجمه شده‌است.
ماندلا می‌گوید تحصیلاتش را در کالج تمبو گذرانده و با نام کلارک بری نیز شناخته می‌شده و بعد در مدرسه هیلدتاون Healdtown، تحصیل کرده‌است. او به تحصیلات خود در دانشگاه فورت هار، و بعد از آن به کار در پهنه قانون اشاره می‌کند. پس از آن می‌نویسد؛ «دموکراسی به این معنا بود که همه باید شنیده شوند و تصمیم‌ها به‌صورت دسته جمعی گرفته شود. حکومت اکثریت یک مفهوم خارجی بود و اقلیت نمی‌بایست توسط اکثریت مورد تهاجم قرار گیرد.» (ص ۲۹)

### بخش دوم
در بخش دوم کتاب، ماندلا ابعاد سیاسی و اجتماعی آپارتاید در آفریقای جنوبی، و تأثیر سیاستمدارانی مانند «دانیل فرانسوا مالان» و سازمان تاکتیک‌های چریکی و زیرزمینی را به عنوان نبرد علیه آپارتاید توصیف می‌کند.

### بخش دیگر
ماندلا در سال ۱۹۵۰ به کنگره ملی آفریقا پیوست. در سال ۱۹۶۱، ماندلا برای تحریک مردم به اعتصاب و خروج از کشور بدون گذرنامه مجرم شناخته شد و به پنج سال زندان محکوم گشت. با این حال، پس از مدت کوتاهی با اتهام خرابکاری، توسط محکمه دکتر کوارتوس Quartus در «محاکمه ریوونیا»، به جای حکم اعدام، به حبس ابد محکوم شد. (ص ۱۵۹)

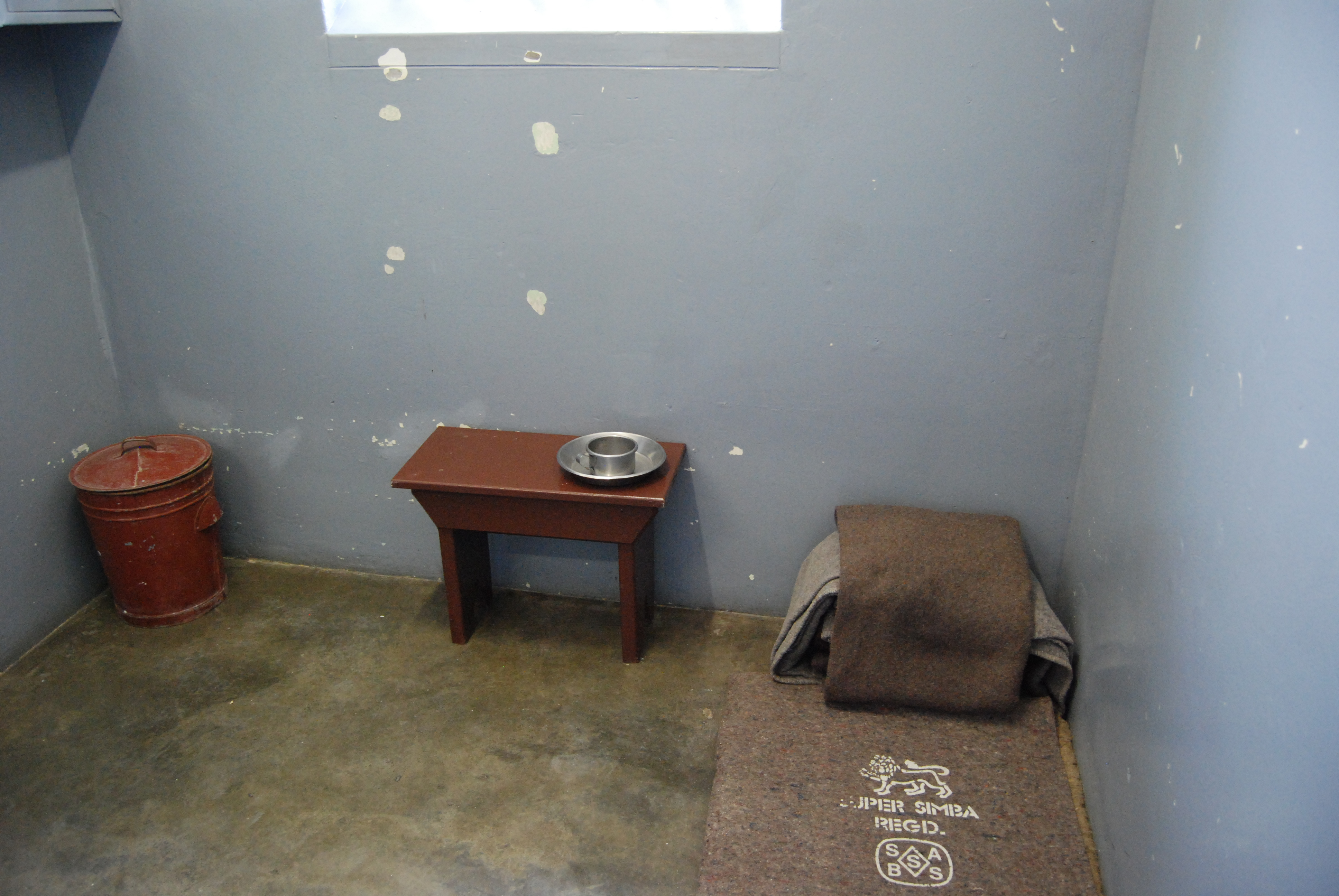
سلول نلسون ماندلا در جزیره روبن

ماندلا در این کتاب دورانی که در زندان‌های جزیره روبن و پالزمور گذرانده را توصیف می‌کند. ۲۸ سالی که در زندان بود، با شاخص نگهبانان آفریقایی، کار طاقت فرسا، خواب در سلول‌های کوچک غیرقابل سکونت مشخص می‌شود. ماندلا برخلاف آنتونی سامپسون، زندگی نگار او، جیمز گریگوری زندانبان را متهم نمی‌کند که با زندانی اش رابطه دوستی ایجاد کرده باشد. کتاب خداحافظ بافانای گرگوری، زندگی خانوادگی ماندلا را بررسی و گرگوری را به عنوان دوست نزدیک ماندلا توصیف می‌کند؛ ولی به گفته ماندلا، مسئولیت گریگوری سانسور نامه‌هایی بود که به رئیس‌جمهور آینده تحویل داده می‌شد. گریگوری با استفاده از این نامه‌ها بود که کتاب «خداحافظ بافانا» را منتشر کرد و با آن پولدار شد. ماندلا در نظر داشت تا گریگوری را بخاطر این نقض اعتماد تحت پیگرد قرار دهد. در کتاب «راه طولانی بسوی آزادی» ماندلا می‌گوید که گریگوری را به‌خوبی نمی‌شناختم ولی او همه ما را می‌شناخت چرا که مسئول بازخوانی نامه‌های ارسالی و دریافتی ما بود.
به نوشته خودش در این کتاب، ماندلا با رئیس‌جمهور فردریک ویلم دکلرک ملاقات می‌کند و در سال ۱۹۹۰ از زندان آزاد می‌شود. بر خلاف دوستش آنتونی سامپسون، کتاب ماندلا به همدستی دکلرک در خشونتهای دهه‌های هشتاد و نود یا به نقش همسر سابق خود وینی ماندلا در آن قتل‌عام نمی‌پردازد. ماندلا در سال ۱۹۹۴ رئیس‌جمهور آفریقای جنوبی می‌شود.

## جایزه
این کتاب در سال ۱۹۹۵ برنده جایزه آلن پاتون شد و به بسیاری از زبان‌ها از جمله به زبان آفریکانسی توسط Antjie Krog منتشر شده‌است.